# 이스라엘 국방부

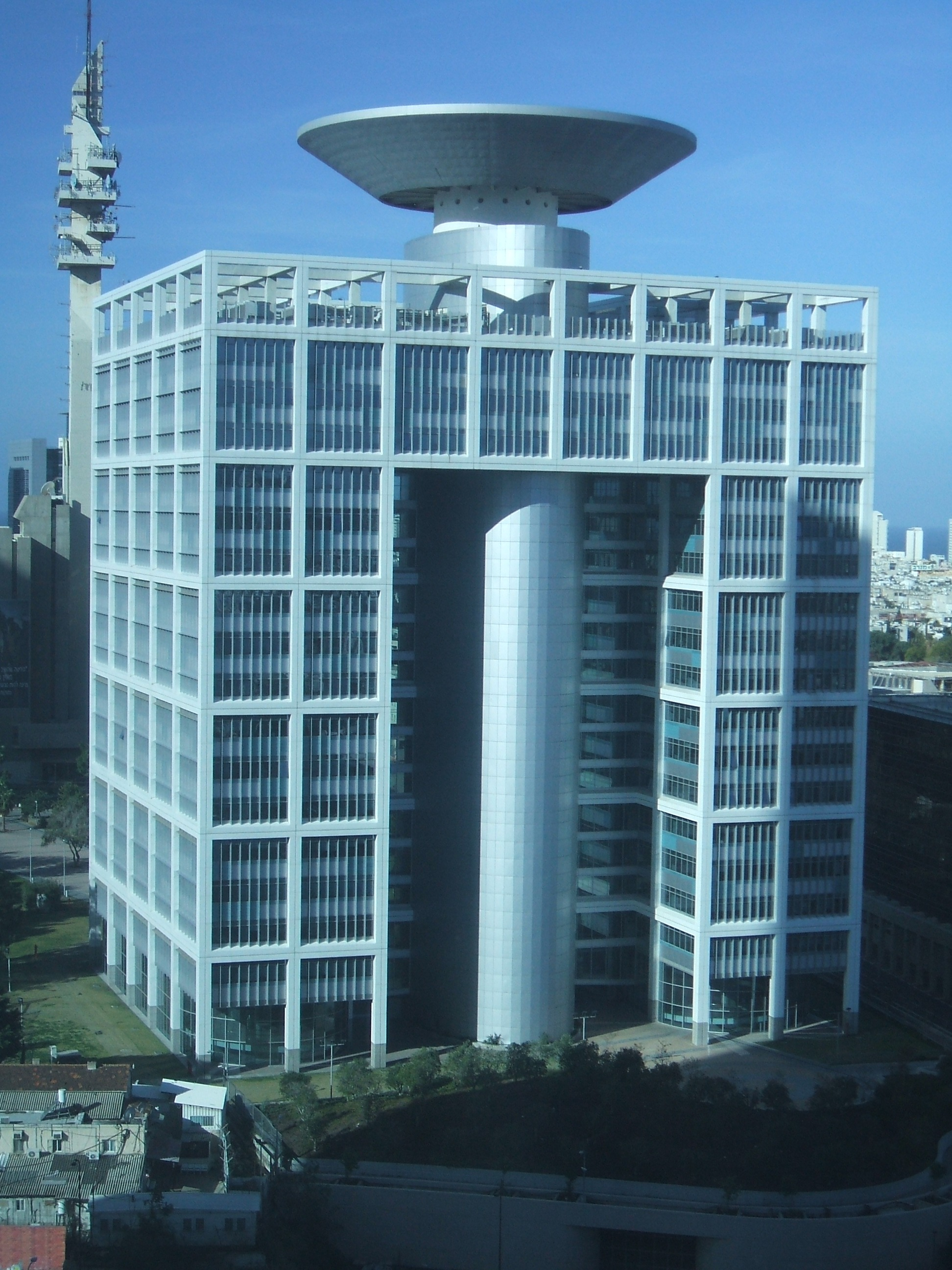

이스라엘 국방부(히브리어: مשרד ביתחון, 로마자 표기: Misrad HaBitahon, lit. 'Ministry of Security', 약어: 히브리어: ביתחון)는 이스라엘 정부를 내부 공격으로부터 방어하는 정부 부서이다. 외부 군사적 위협 등이 포함된다. 정치적 수장은 이스라엘 국방장관이고 그 사무실은 텔아비브의 하키리아(HaKirya)에 있다.
국방부는 이스라엘 방위군(IDF), 이스라엘 군사 산업(IMI), 이스라엘 항공우주 산업(IAI) 등 대부분의 이스라엘 보안군을 감독한다.
영국의 팔레스타인 위임 통치가 끝나고 영국군이 팔레스타인을 떠나 이스라엘 국가가 성립되면서 사역이 창설되었다. 이로 인해 영국 통치 기간 동안 오합지졸 민병대가 종식되었고 유대 국가의 공식적인 방어가 시작되었다.